# Loma Vista Recordings
Loma Vista Recordings — независимый лейбл звукозаписи, основанный Томом Уолли, бывшим председателем и CEO Warner Bros. Records и исполнительным A&R Interscope Records. Изначально лейбл был совместным предприятием Republic Records и располагался в Беверли-Хиллз и Бруклине.
В июле 2014 года лейбл объявил, что сменил стратегических партнёров и перешёл в подразделение Concord Music Group.
1 февраля 2021 года лейбл разорвал контракт с рок-музыкантом Мэрилином Мэнсоном по обвинению в насилии.

## Список исполнителей

### Текущие исполнители
- Элис Гласс
- Andrew Bird
- Chelsea Wolfe
- Common
- DJDS
- Ghost
- Health
- Игги Поп
- Injury Reserve
- Дензел Карри
- Korn
- Local Natives
- Manchester Orchestra
- Роберт Гласпер
- Rhye
- Rise Against
- The Revivalists
- Show Me the Body
- Skegss
- Soccer Mommy
- St. Vincent
- Sylvan Esso

### Бывшие исполнители
- Cut Copy
- Дэмиан Марли
- Soundgarden
- Spoon
- Little Dragon
- Marilyn Manson[6][7]